# Мато (блюдо)
Мато — каталонское блюдо из свежего сыра, сделанного из коровьего или козьего молока, без добавления соли. Оно, как правило, подаётся с мёдом, как традиционный и символический каталонский десерт. В качестве молочнокислой закваски для творога используют испанский артишок или сок лимона.

## Описание и происхождение
Мато является сывороточным сыром, похожим на непромышленные варианты свежих сыров, известных как брулль в Маэстрасго, Портс де Бесейт и Южном Террес де л’Эбре; броссат в Андорре, Палларсе, Менорке, Майорке и части Окситании; а также броччио на Корсике. Также есть сходство с другими видами творога, такими как итальянская рикотта. Не следует путать с такими десертами, как каталонский крем, бланманже и молочным мато Педралбес.
Наиболее известны своим мато деревни близ горы Монсеррат, такие как Ульястрель и Марганель.
Мато упоминается в каталонской поваренной книге XIV века Llibre de Sent Soví, а также в местной рождественской песне El Noi de la Mare. Мато было очень популярно в средние века, когда его делали без добавок или украшали цветом апельсина.